# Éber Finn
Nella mitologia irlandese Eber Finn (Heber, Eibhear) era un figlio di Míl Espáine (Miled o Milesius) e Scota che partecipò alla conquista dell'Irlanda da parte dei milesi. Eber approdò a Inver Sceni nella baia di Bantry.
Eber e suo fratello Eremon combatterono i Túatha Dé Danann nella battaglia di Taillte e uccisero i loro tre sovrani e le loro tre regine. I sopravvissuti scapparono sulle colline.
L'isola fu suddivisa tra Eber (la metà meridionale) ed Eremon (quella settentrionale). Eber, però, fu scontento di questa divisione e per questo entrò in guerra con il fratello, ma fu sconfitto e ucciso. Secondo una certa tradizione era la moglie di Eber a essere scontenta, perché voleva la collina di Tara, che si trovava nella metà di Eremon, ma la moglie di quest'ultimo non volle cederla e così scoppiò la guerra. 
Dopo la morte di Eber tutta l'Irlanda passò in mano al fratello: i discendenti dei due fratelli continuarono comunque a farsi la guerra per molti secoli. Inoltre i discendenti di Eber guerreggiarono anche contro gli Itiani, discendenti dello zio di Miled, Ith, per il controllo del Munster.  
Eber ebbe cinque figli: Conmhaoil, Ér, Orba, Ferón e Fergna.
Il nome di Ibernia, utilizzato da Gaio Giulio Cesare per l'Irlanda, potrebbe derivare da Eber (o Heber), mentre quello di Irlanda da Ir. I vichinghi e i sassoni la chiamarono Ir-land o Ir-landa.